# Tranquil Valley
Tranquil Valley är en dal i Antarktis. Den ligger i Sydorkneyöarna. Argentina och Storbritannien gör anspråk på området. Tranquil Valley ligger på ön Signy. Den ligger vid sjöarna  Spirogyra Lake och Tranquil Lake.